# Beczka

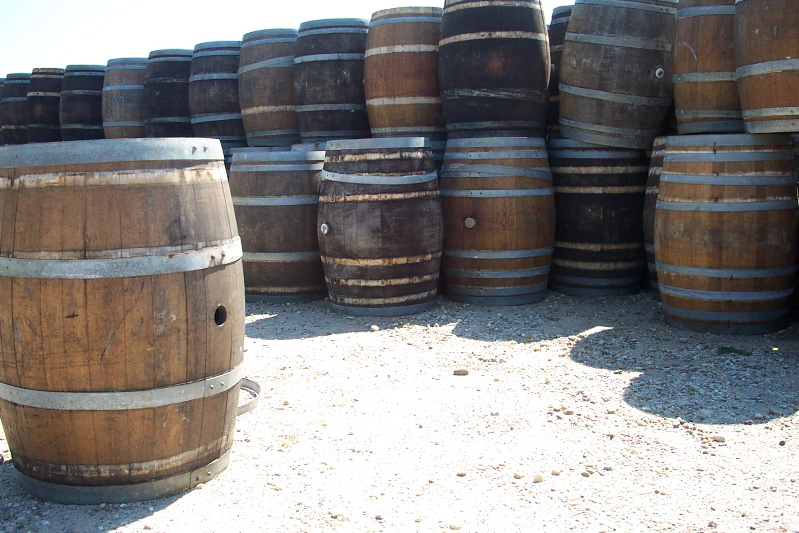
Tradycyjne drewniane beczki z metalowymi obręczami

Beczka – cylindryczne, wyoblone pośrodku naczynie, tradycyjnie wykonywane z klepek drewnianych, najczęściej dębowych, spiętych metalowymi obręczami z taśmy zwanej bednarką.
Rzemieślnik wytwarzający beczki nazywany jest bednarzem. Przemysłowa wytwórnia beczek to beczkarnia. Kształt beczki pozwala stosunkowo łatwo przetaczać i manipulować nią przy przeładunku. Tradycyjne drewniane beczki powszechnie stosuje się przy fermentacji i dojrzewaniu piwa, wina, brandy, sherry czy whisky.

## Historia
W starym polskim bednarstwie każda z desek składających się na dno beczki nazywała się dąga.
W starożytności ciecze w rodzaju oliwy i wina przewożono w naczyniach takich jak amfory czy drążone i żywicowane pnie drzew. Dopiero Rzymianie upowszechnili stosowanie beczek w III wieku n.e., po kontaktach handlowych i militarnych z Galami, którzy wytwarzali beczki już kilka stuleci wcześniej.
Od prawie 2000 lat beczki są wygodną formą przewozu i przeładunku przy zapewnieniu niskich kosztów. Można w nich transportować wszystkie towary masowe. Zastosowanie worków czy skrzyń jest tańsze, lecz trudniejsze w przeładunku, bowiem nawet dosyć duże i ciężkie beczki mogą być przetaczane po ziemi nawet przez pojedynczego człowieka, gdy tymczasem do transportu podobnej wielkości skrzyń potrzeba albo kilku ludzi, albo dźwigu. Obecnie beczki stopniowo wychodzą z użycia na rzecz palet i kontenerów.

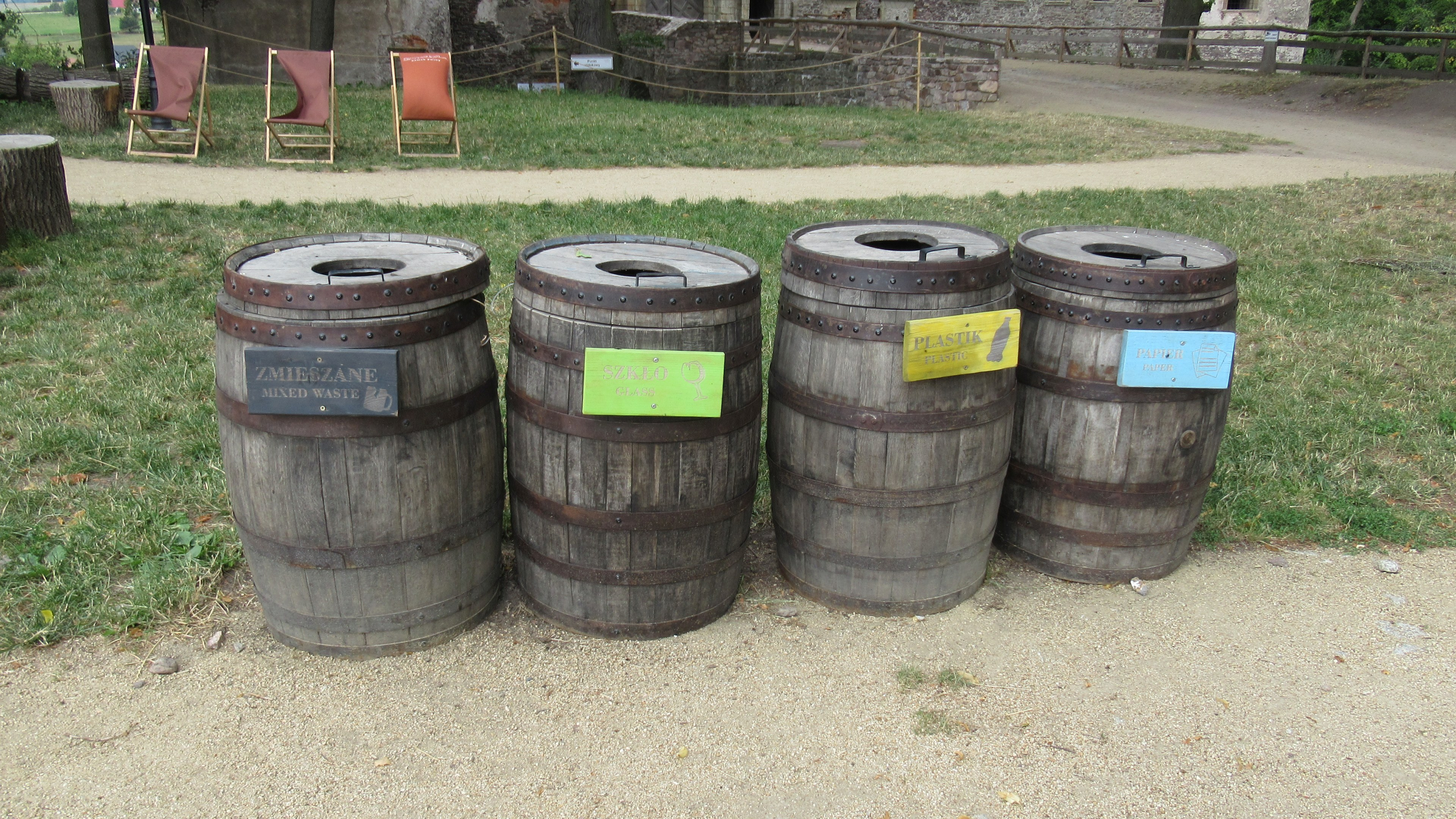
Stylizowane beczki w nowej funkcji – pojemniki na posortowane odpady

Współcześnie beczki są wykonywane najczęściej z tworzyw sztucznych (beczki do chemikaliów i artykułów spożywczych) i z metalu – dawniej z aluminium, obecnie z blachy stalowej kwasoodpornej (np. beczki do piwa – pospolicie zwane beczkami typu KEG lub kegami; wyposażone są w specjalne zamknięcie i mają pojemność 30 lub 50 litrów).
Beczka posłużyła do wizualizacji prawa minimum Liebiga.

## Inne rodzaje
Inne rodzaje beczek: antałek, baryłka, kufa.